# Дискусії щодо фуа-гра

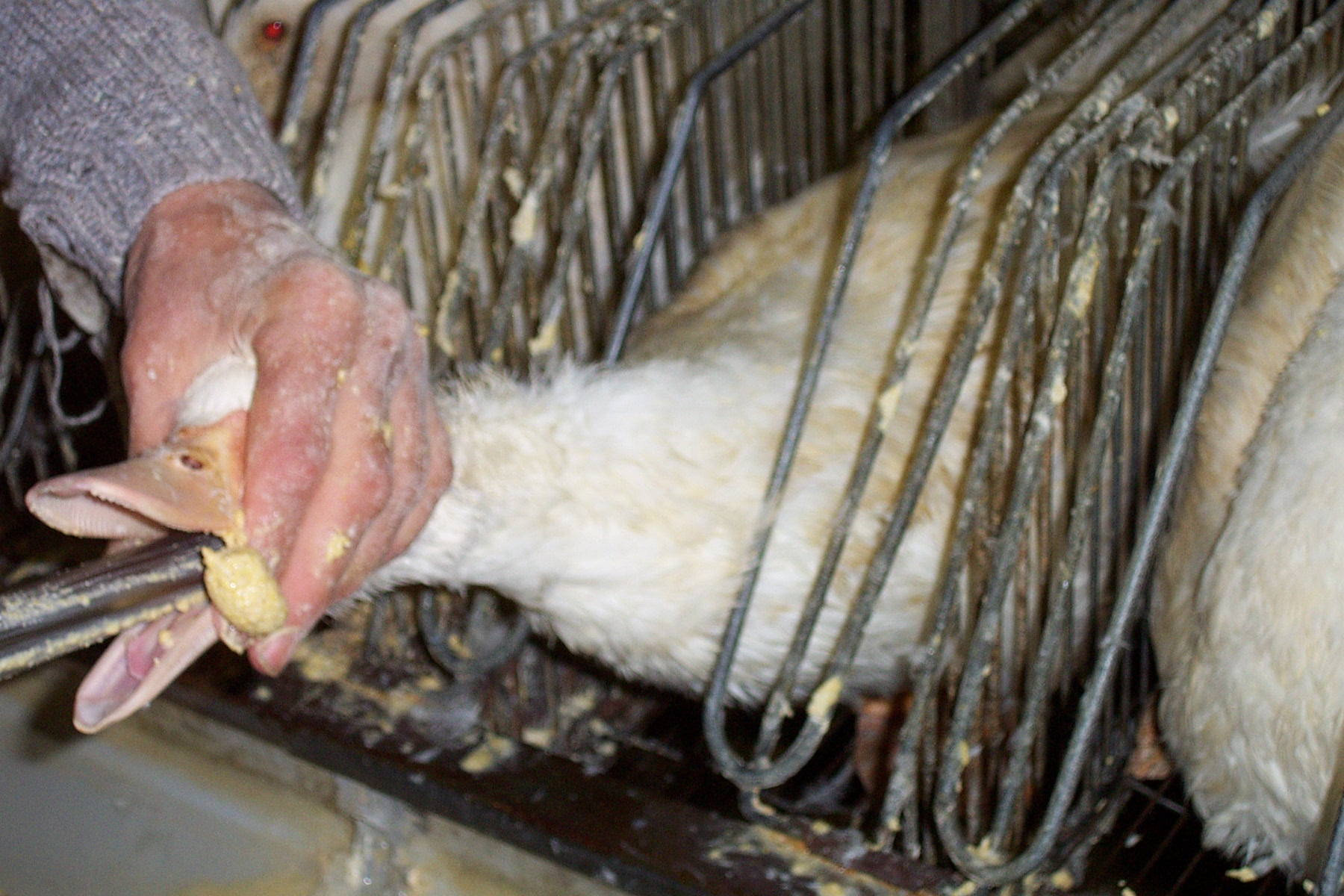
Насильницьке годування

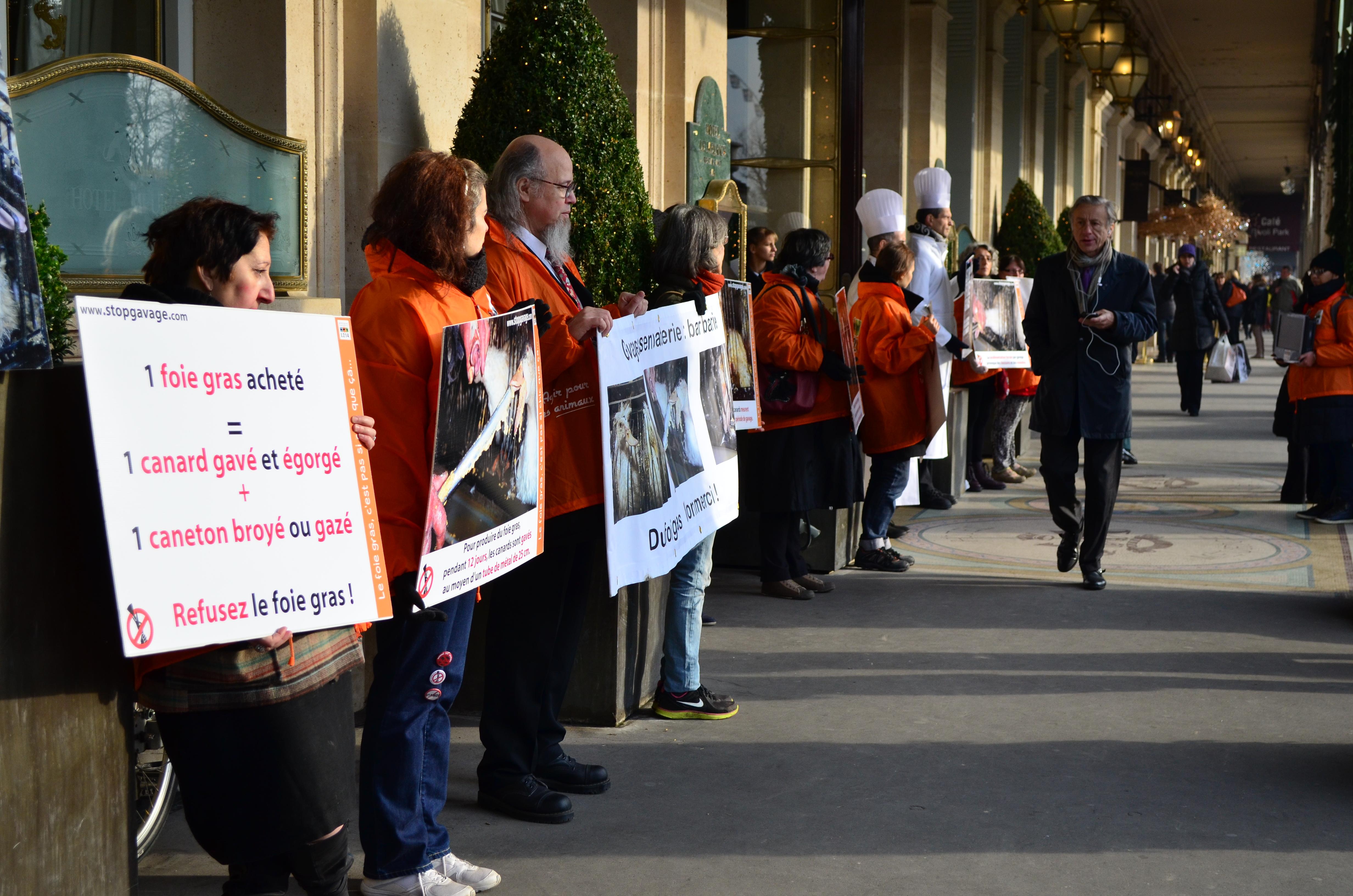
Протестувальники проти фуа-гра біля готелю «Меуріс», Париж

Виробництво фуа-гра (печінка качки або гуски, яку спеціально відгодовували) передбачає насильне годування птахів надмірною кількістю їжі, більшою, ніж вони б добровільно вживали. В якості корму, як правило, використовується кукурудза, відварена з жиром. «Гаваж» провокує відкладання великої кількості жиру в печінці, результатом чого є її жирне переродження, яке так цінують деякі гурмани.

## Права та добробут тварин
Правозахисні та зоозахисні групи, такі як Гуманне товариство Сполучених Штатів та Фонд правового захисту тварин, стверджують, що методи виробництва фуа-гра, зокрема насильницьке годування, — це жорстоке та негуманне поводженням з тваринами. Конкретні скарги стосуються печінки, збільшеної в багато разів, порушення її функції, розширення черевної порожнини, що ускладнює пересування птахів, кісткова трансформація, рубцювання стравоходу, викид токсинів в організм, з якими печінка впоратись більше не може, що спричиняє біль та загибель тварини при тривалому примусовому годуванні. 
Фуа-гра виробляється методом, так званого, «гаважу» — примусового годування, у період якого трубку вставляють у горло птахів 2–3 рази на день протягом 2 тижнів (для качок) та 3 тижнів (для гусок), щоб закачати велику кількість їжі в їх тіло, набагато більше, ніж вони б добровільно вживали. Ця практика спрямована на індукцію печінкової жирової клітинної гіпертрофії (цироз печінки). Завдяки цьому патологічному переродженню печінка тварини може вирости в 10 разів більше, ніж її нормальний розмір. 
У 2001 році директор департаменту з питань державного управління та публічної політики штату Нью-Йорк Американського товариства з запобігання жорстокості до тварин, що є однією з провідних екологічних організацій Америки, написав листа тодішньому генеральному прокурору Нью-Йорка Еліоту Спітцеру з проханням притягнути до відповідальності виробників фуа-гра за порушення законів щодо протидії жорстокому поводженню з тваринами.
Наприкінці 2003 року французька організація Stopgavage («Громадянська ініціатива щодо заборони примусового годування») опублікувала Прокламацію про скасування насильного годування, в якій просила суддів визнати способи виробництва фуа-гра такими, що порушують існуючі закони про добробут тварин. У цьому маніфесті Stopgavage вимагала підтримати вимоги понад вісімдесяти французьких асоціацій з прав та добробуту тварин, понад сотні таких асоціацій ще з 25 країн та понад 20 тисяч окремих підписантів.
Організація Stopgavage розкритикувала INRA (Французький державний науково-дослідний інститут) за те, що він дозволив своїм дослідникам отримувати фінансування від індустрії фуа-гра. Це фінансування витрачалося на дослідження, спрямовані на спростування офіційних висновків звіту комісії ЄС. Роберт Данцер, колишній дослідник INRA, називає роботу INRA «псевдонаукою» та «зручними дослідженнями».
У 2005 році організації APRL, IDA та PETA опублікували відео (текст до якого читає актор Роджер Мур), на якому показані кадри, зняті на трьох фуа-гра фермах США  і декількох у Франції.
PETA вимагає, щоб ця практика, яку вона вважає жорстокою, була припинена. Багато американських знаменитостей доєднались до цієї кампанії. У квітні 2009 року PETA опублікувала лист актора Беа-Артура до шеф-кухаря Кертіса Стоуна, в якому засуджується використання фуа-гра.
У 2014 році організація Співчуття у світовому фермерстві розпочинає співпрацю з іншими організаціями, такими як німецький Фонд Альберта-Швейцера та французькою організацією L214 щоб змусити Єврокомісію та Раду сільського господарства ЄС вжити заходів проти виробництва фуа-гра.
Зараз у ЄС з виробництвом фуа-гра борються Eurogroup for Animals, Anima International (альянс, який включає організації з 10 країн Європи, включаючи ГО «Відкриті клітки Україна») та Gaia, використовуючи задокументовані умови утримання тварин, ініціюючи розгляд питань щодо офіційної заборони, кампанії відмови серед рестораторів та ритейлерів. 

## Науковий комітет ЄС з питань здоров'я та добробуту тварин
Доповідь Наукового комітету Європейського Союзу з питань здоров'я та добробуту тварин щодо аспектів добробуту птахів під час виробництва фуа-гра у качок та гусей, була складена 16 грудня 1998 року та представляє собою огляд на 89 сторінках досліджень у декількох країнах-виробниках. Висновки доповіді звертають увагу на декілька показників добробуту тварин, включаючи фізіологічні показники, патологію печінки та рівень смертності. Однозначний висновок огляду: «Примусове годування, як це практикується в даний час, шкодить добробуту птахів». 
Члени комітету описують, як гуски та качки демонструють «поведінку уникання, що свідчить про неприязнь до людини, яка їх годує, та процедуру годування». Хоча комітет повідомив, що не існує «заключних» наукових доказів «неприємної природи» насильницького годування і що ознаки уражень «незначні», у загальних рекомендаціях комітет заявив, що «експлуатація та утримання птахів, які використовуються для виробництва фуа-гра негативно впливає на їх добробут».
Щодо фізіології, у звіті встановлено, що на підставі наявних досліджень «не можна зробити чітких висновків щодо фізіологічної активності птахів у відповідь на примусове годування», оскільки, хоча «примусове годування викликало печінковий стеатоз у качки чи гуски», «печінковий стеатоз у водоплавних птахів — це нормальна метаболічна реакція», і рівень ураження був невисокий. Якщо насильницьке годування припинити, «повернення в норму зайняло б приблизно чотири тижні». Як економічний показник у звіті зазначається, що «фермеру дуже важливо» уникати захворювань, оскільки інакше «жирна печінка не має комерційної цінності». Огляд підсумовує, що «деякі патологоанатоми вважають цей рівень стеатозу патологічним, але інші — ні», і рекомендує проводити дослідження «методів отримання жирної печінки, які не потребують примусового годування». 
У звіті ЄС зазначається, що тривале насильницьке годування призводить до ранньої загибелі тварини, і птахів, як правило, вбивають саме в той момент, коли смертність мала б різко зрости від насильницького годування. У вивчених дослідженнях «коефіцієнт смертності у птахів, яких насильно годували, коливається в межах від 2% до 4% через два тижні насильницького годування порівняно з приблизно 0,2% серед співмірних качок". 
Щодо процесу примусового годування, комітет ЄС вивчив декілька експериментів, проведених INRA (Institut National de la Recherche Agronomique) для виявлення болю чи страждання, дивлячись на гормони крові, і виявив, що з цих досліджень не можна зробити однозначних висновків. Інші дослідження розглядали поведінкову неприязнь до процесу годівлі та виявили, що качки, яких годували силоміць, уникали годівниці, коли їм надавали вибір, тоді як більшість контрольної групи, яку не годували силою, входила у годівницю добровільно. Щоденне годування качок та гусей зазвичай пов'язане з позитивною реакцією тварин на людину, яка їх годує. На противагу цьому, робоча група зауважила, що качки та гуси в годівничці тримаються подалі від тих, хто їх силоміць годує, коли годувальник заходить у приміщення. У неопублікованому пілотному експерименті INRA, качки в клітках менше демонстрували поведінку уникнення під час візиту годувальника, ніж під час відвідування незнайомої людини, яка підходила до кліток пізніше. Однак, за власними спостереженнями робочої групи: «Качки в клітках мали мало можливостей демонструвати поведінку уникнення, але іноді відвертали голову від людини, яка збиралася їх нагодувати силоміць». 
У звіті також рекомендується збір додаткових даних щодо здоров'я тварин, способів годівлі, методів утримання та соціально-економічних факторів. 

## Американська ветеринарна медична асоціація
У 2004 та 2005 роках Палата Делегатів Американської ветеринарної медичної асоціації, акредитуючий орган ветеринарної медицини США, отримав постанову від свого Комітету з питань захисту прав тварин щодо протидії методам виробництва фуа-гра. Вислухавши свідчення 13 делегатів, Палата Делегатів відмовилась прийняти їхню позицію і зробила просту заяву: «Доступна обмежена рецензована, наукова інформація щодо проблем добробуту тварин, пов'язаних з виробництвом фуа-гра, але спостереження та практичний досвід, яким поділились Члени Палати Делегатів, вказують на мінімум негативних впливів на птахів». 
Критики Американської ветеринарної медичної асоціації заявляють, що організація прагне захищати економічні інтереси агробізнесу, а не добробут тварин, і що вона також відмовилася виступити проти інших суперечливих практик, таких як насильницька линька та гестаційні ящики.

## Думки третьої сторони щодо фуа-гра, виробленої в США
У червні 2005 року редактора New York Times Лоуренса Даунса запросили відвідати ту ж ферму, де ознайомитись, зокрема, з процесом насильницького годування і він «не побачив болю і паніки. . . Птахам по суті вставляли в горло 15-дюймову трубку, приблизно на три секунди, засипаючи приблизно чашку кукурудзяних гранул. Практика ... не здавалася ні особливо ніжною, ні особливо грубою».  
Доктор Ворд Стоун, патологоанатом диких тварин з Державного департаменту охорони навколишнього середовища штату Нью-Йорк і ад'юнкт-професор в Державному університеті Нью-Йорка (SUNY), неодноразово проводив розтини качок, які померли від насильницького годування, в тому числі з тієї ж ферми, яку кілька місяців наза відвідав пан Даунс. У вересні 2005 року він пише: «Коротке, сповнене тортур життя качок, вирощених для фуа-гра, виходить далеко за рамки норм фермерської практики. Побачивши патології, що виникають унаслідок виробництва фуа-гра, я настійно рекомендую заборонити цю практику».
У січні 2009 року Національний відділ реклами Ради Бюро кращого бізнесу рекомендував виробнику фуа-гра, компанії «D'Artagnan», що знаходиться в Нью-Джерсі, припинити рекламну кампанію, у якій вони заявляли, що їхній продукт виготовляється із «збільшених», а не «хворих» печінок, і що тварини були «вирощені вручну з особливою турботою». D'Artagnan добровільно змінив свою рекламу, щоб зняти претензії, які, як заявляє компанія, не були «достатньо обґрунтованими».

## Виробники фуа-гра та галузеві групи
Більшість виробників фуа-гра не вважають свої методи жорстокими, наполягаючи, що це природний процес, який експлуатує природні особливості тварин. Виробники стверджують, що дикі качки та гуси природно поглинають велику кількість цільної їжі та набирають вагу перед міграцією. Вони заявляють, що у гусей і качок немає такого блювотного рефлексу в горлі, як у людей, а тому, видається, не можна вважати насильницьке годування неприємним. Майкл Джинор, власник компанії Hudson Valley Foie Gras, стверджує, що його птахи приходять до нього, щоб їх погодували, і каже, що це важливо, оскільки «птах у стані стресу, або, коли йому болить, добре не їсть і не перетравлює їжу, і не виробляє фуа-гра». 
Mirepoix USA, провідна компанія гусячих та качиних фуа-гра, стверджує, що напад правозахисників є формою заборони проти страви у меню. Mirepoix стверджує, що використання терміна «хворий» для позначення відгодованої печінки є неточним, і що гуси та качки природно зберігають мертву рибу в своїх стравоходах. Проте, качки, які використовуються у виробництві фуа-гра, є гібридом пекінських (порода крижня) та московських качок, обидві з яких є річковими качками, чия дієта переважно складається з підводної рослинності, личинок та різних комах. 

## Шеф-кухарі
Шеф-кухар Ентоні Бурдейн та шеф-кухар та письменник Майкл Рулман підтримали виробництво фуа-гра від качок, з якими гуманно поводяться і вирощують належним чином, і заявили, що кадри, які видно на відеозаписах критиків фуа-гра, жорстокі, але жоден авторитетний шеф-кухар не купує такого продукту. Однак інші відомі кухарі, такі як Вольфганг Пук та Альбер Ру, виступають проти використання фуа-гра. Ру стверджував, що фуа-гра повинна подаватись з попередженням, щоб «люди знали, що робиться з тваринами». Він зазначає, що «слід застосовувати більш гуманні методи, які дозволяють тварині їсти природним шляхом». Чиказький шеф-кухар Чарлі Троттер стверджував, що виробництво фуа-гра «занадто жорстоке, щоб його подавати».

## Судова практика
Суперечка щодо фуа-гра стала предметом кількох судових позовів. Справа 1985 року «Ловенгайм проти Iroquois Brands» — позов  акціонерів стосовно етичних занепокоєнь щодо компанії, яка продає фуа-гра. 
У 2003 році Ліга захисту та порятунку тварин та організація «На захист тварин» подали позов проти компанії Sonoma Foie Gras в Каліфорнії відповідно до закону про недобросовісну ділову практику, заявляючи про жорстокість до тварин. Це ж фермерське господарство також подало до суду на обидві групи та чотирьох активістів, які задокументували умови на фермі, за правопорушення. Законодавча влада тоді змінила закон, дозволивши фермі продовжувати насильницьке годування до 2012 року, після чого як продаж, так і виробництво фуа-гра стали незаконними в Каліфорнії.
У 2006 році Sonoma Foie Gras подали до суду на Whole Foods Market за навмисне втручання у договір про вплив на ферми Grimaud щодо припинення постачання каченят та продажів для Sonoma. Позов було врегульовано за суму, яку не розголошували, хоча присяжні винесли вердикт у 5,2 мільйона доларів.
Також у 2006 році розглядався позов Гуманного товариства США проти Департаменту сільського господарства та ринків Нью-Йорка, у якому стверджувалося, що фуа-гра кваліфікується як неякісна їжа, яку не можна продавати.
У 2011 році Фонд правового захисту тварин (ALDF) подав клопотання до Міністерства сільського господарства США (USDA), вимагаючи, щоб на фуа-гра наносили попереджувальну етикетку для споживачів з таким надписом «УВАГА: Фуа-гра отримують від хворих птахів». ALDF стверджує, що оскільки USDA несе відповідальність за гарантування безпечної м'ясної продукції та допуск лише продуктів від здорових тварин, штампування продуктів з вмістом фуа-гра печаткою USDA, не озвучуючи, що ці продукти отримують від хворих птахів, вводить в оману споживачів, що суперечить Акту Інспекції Продуктів з Птиці. Регулярне вживання їжі з фуа-гра може нашкодити людям, схильним до проблем зі здоров'ям. Пацієнти з Альцгеймером, ревматоїдним артритом, діабетом 2 типу та іншими захворюваннями, пов'язаними з амілоїдом, не повинні її їсти".
У 2012 році Фонд правового захисту тварин подав до суду на Hudson Valley Foie Gras за рекламу продукції компанії, як «гуманного вибору» для фуа-гра. Hudson Valley залагодив справу і відмовився від цієї рекламної кампанії після того, як федеральний суддя Каліфорнії заявив, що дозволить сторонам надати докази і вирішити, чи може Hudson Valley довести, що заяви компанії про «гуманність» правдиві.
У лютому 2013 року Фонд правового захисту тварин подав апеляцію у позові проти Міністерства сільського господарства та ринків Нью-Йорка за дозвіл продовжувати продаж фуа-гра. У початковому позові, який був відхилений у лютому через відсутність процесуального статусу у позивача, стверджувалося, що Департамент порушує власний Закон про сільське господарство та ринки, дозволяючи продавати фуа-гра. Законодавство штату Нью-Йорк вимагає, щоб Департамент оголосив «продукт хворої тварини» зіпсованим продуктом. У апеляції Фонд правового захисту тварин буде захищати свою правову позицію для розгляду справи, зазначивши, що він спрямовував значні ресурси для попередження громадськості про значні ризики для здоров'я, які спричиняє фуа-гра, і стверджуватиме, що відсутність регулювання з боку Міністерства призвела до забою сотень тисяч хворих птахів, органи яких використовуються у харчовій промисловості.
Каліфорнія заборонила виробництво та продаж фуа-гра законом, прийнятим у 2004 році, який набув чинності у 2012 році. Заборона була предметом широких судових процесів. У 2015 році окружний суд США скасував заборону на підставі того, що він протирічів федеральному закону про безпеку харчових продуктів. Апеляційний суд США по дев'ятому округу відмінив це рішення 15 вересня 2017 року та залишив заборону в силі. Суд одноголосним рішенням встановив, що закон про заборону виробництва та продажу фуа-гра був призначений для запобігання жорстокості до тварин, і держава забороняє жорстокі продукти для захисту тварин. 7 січня 2019 року Верховний суд США  відмовився переглядати справу і заборона foie gras залишилася чинною. 

## Законодавчі заборони та добровільні відмови

### Азія
У липні 2014 року Індія заборонила імпорт фуа-гра, ставши першою і єдиною країною світу, що зробила це, і викликавши занепокоєння серед деяких індійських шеф-кухарів. Керуючий директор Міжнародного гуманного товариства в Індії сказав: «Це тріумф добробуту тварин в Індії та по всьому світу і створює прецедент для інших країн».     

### Австралія
Зараз виробництво фуа-гра в Австралії заборонено, хоча імпорт дозволений.

### Аргентина
Виробництво фуа-гра в Аргентині незаконне і трактується як жорстоке поводження з тваринами.  

### Бразилія
У червні 2015 року виробництво та продаж фуа-гра були заборонені в ресторанах Сан-Паулу. У лютому 2016 року цей закон було скасовано.

### Європа

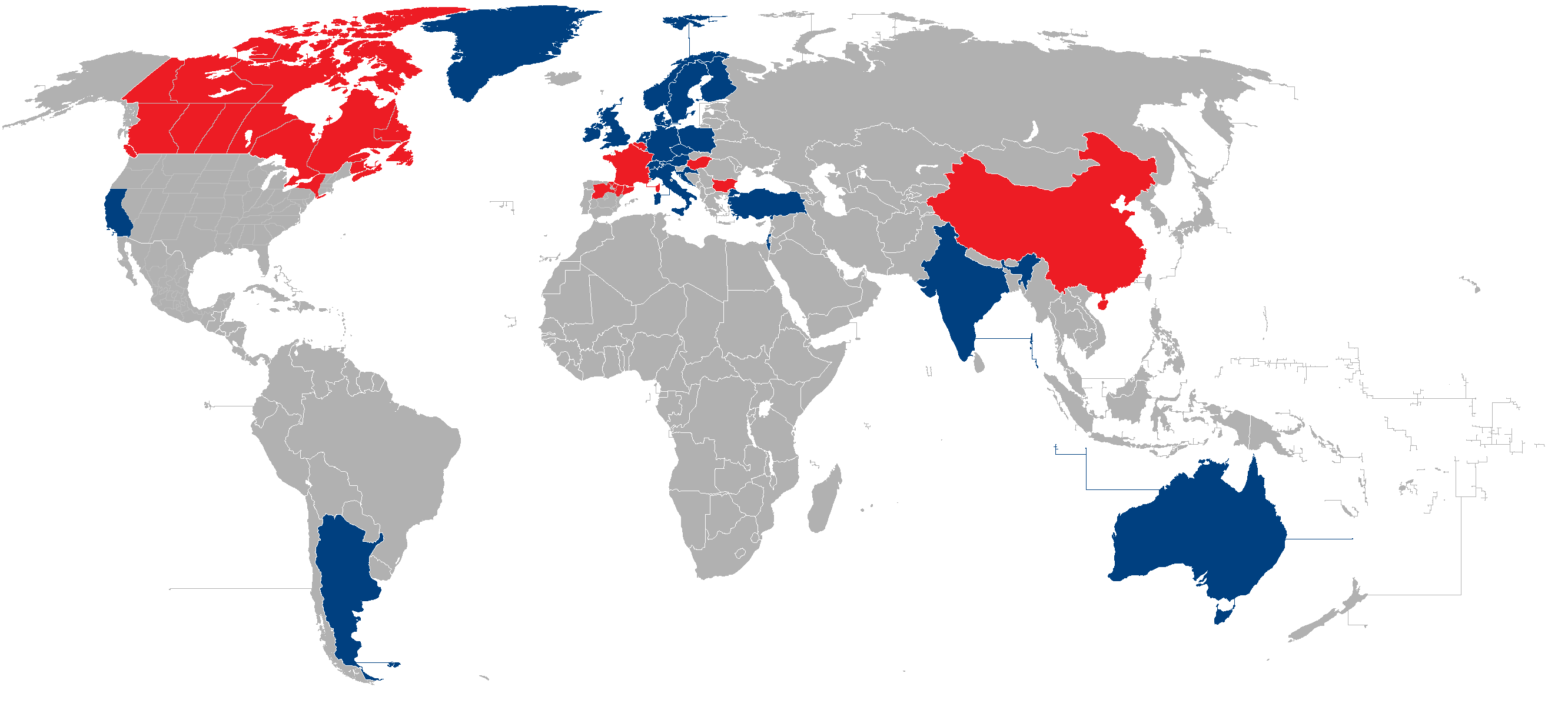
Countries and regions where the production of foie gras is banned

Виробництво фуа-гра заборонено в більшості країн ЄС, за виключенням 5 держав-членів.
Окрім наднаціонального законодавства ЄС, примусове годування тварин не з медичною метою, що є основою існуючої практики виробництва фуа-гра, прямо заборонено спеціальними законами в Австрії, Чехії, Данії, Фінляндії, Німеччині,  Італії, Люксембурзі, Норвегії, Польщі, або внаслідок тлумачення загальних законів про захист тварин в Ірландії, Швеції, Швейцарії, Нідерландах та Великій Британії. Однак фуа-гра все ще можна імпортувати і купувати в деяких з цих країнах. Більшість цих держав не виробляють фуа-гра, як і не виробляли її раніше.   
З 1997 року кількість європейських країн, що виробляють фуа-гра, зменшилася вдвічі. Лише п'ять європейських країн все ще виробляють фуа-гра: Бельгія (в 2 з 3 бельгійських регіонів виробництво фуа-гра заборонено), Румунія, Іспанія, Франція та Угорщина.  
У Франції, ожиріння печінки досягається через введення шлункового зонду (насильницьке годування кукурудзою), відповідно до французького законодавства. Закон у Франції говорить, що «Фуа-гра належить до охоронюваної культурної та гастрономічної спадщини Франції», через цє комісія ЄС дозволяє виключення з загальної практики. Доки не будуть доступні нові наукові докази щодо альтернативних методів виробництва та аспектів добробуту птахів, виробництво фуа-гра має бути заборонено, за винятком випадків, коли «це діюча практика» у 5 країнах і відповідно до суворих національних норм, що об'єднані Європейською конвенцією Ради Європи про захист тварин, що утримуються для сільськогосподарських цілей.
У 2012 році вісім членів Європейського парламенту закликали до заборони фуа-гра по всій Європі.

### Україна
Частина 2 ст. 21 Закону України «Про захист тварин від жорстокого поводження» забороняє у технології отримання від тварини продукції (доїння, стрижка, відгодівля тощо) застосування больових і травмуючих прийомів.
Спроби заборонити виробництво фуа-гра робилися в Україні з 2010 року. Проєкт Закону України «Про внесення змін до Закону України «Про захист тварин від жорстокого поводження»» від 17.12.2008 № 1264, який зокрема пропонував заборонити відгодовування гусок та качок для виробництва жирної печінки, був прийнятий Верховною Радою України ще 11.02.2010, але Президентом України було накладено вето. Пропозиції Президента України не стосувались положень відносно заборони виробництва фуа-гра, проєкт Закону  від 17.12.2008 № 1264 був завізований головним юридичним управлінням без зауважень. Таким чином, питання страждання тварин при примусовому годуванні для виробництва фуа-гра (жирної печінки) досі потребує нормативного врегулювання.
Матеріали з України, опубліковані на початку 2019 року «Відкритими клітками», привернули увагу усього світу до проблеми насильницького годування тварин для виробництва фуа-гра. Звернення українських зоозахисників до урядів Великої Британії та Данії з вимогою заборони імпорту опублікували міжнародні видання різних країн.
У липні 2019 року український виробник, якому належить торговельна марка «ФуаГра» та найбільша доля у відповідному сегменті українського ринку, визнав жорстокість практики виробництва цього продукту. Офіційно оголошуючи своє рішення про припинення виробництва, компанія повідомила, що виробництво фуа-гра не відповідає стратегії і політиці компанії у сферах захисту навколишнього середовища, соціальної відповідальності і турботи про тварин.
24 січня 2020 року зроблено нову спробу заборонити фуа-гра законодавчо та зареєстровано законопроєкт № 2802 «Про внесення змін до Закону України „Про захист тварин від жорстокого поводження“ щодо удосконалення захисту тварин від жорстокого поводження». До складу авторів-підписантів увійшли представники профільного екокомітету та комітету з питань здоров'я нації (Яценко А.В., Фельдман О.Б., Лабунська А.В., Дубіль В.О., Камельчук Ю.О.). Законопроєкт забороняє виробництво фуа-гра та жорстоке поводження з тваринами під час годування у відповідності до норм ЄС (обов'язкова цілодобова наявність свіжої питної води, заборона примусового годування, окрім як з лікувальною чи профілактичною метою, необхідність забезпечення відповідного повноцінного харчування тощо).

### Ізраїль
У серпні 2003 року Верховний суд Ізраїлю зобов'язав Міністерство сільського господарства Ізраїлю заборонити насильницьке годування гусей від 31 березня 2005 року. Остання апеляція була відкликана в жовтні 2005 року, але закон набув чинності тільки  в лютому 2006 року. Більшість акцій протесту проводила організація «Anonymous for Animal Rights», яка також слідкує за виконанням заборони та подає скарги на ферми, які проводять незаконне насильницьке годування. У травні 2013 року законопроєкт, запропонований членом Кнесета (ізраїльського парламенту) Довом Ліпманом, мав заборонити всі продажі делікатесу через використання суперечливих методів.

### Сполучені Штати

#### Штат Каліфорнія
Розділи 25980-25984 Каліфорнійського кодексу з охорони праці та безпеки, які вступили в дію у 2004 та набули чинності з 1 липня 2012 року, забороняють «насильницьке годування птахів з метою збільшення їх печінки понад нормальні розміри» та продаж продуктів, які є результатом цього процесу. 7 січня 2015 року суддя Стівен В. Вілсон постановив, що  Федеральний закон про інспекцію продуктів птахівництва має перевагу над законом Каліфорнії та попросив Генерального прокурора Каліфорнії виконувати його. Справу було оскаржено у Апеляційному суді Дев'ятого округу, а 15 вересня 2017 року постанову Окружного суду було скасовано, а закон - залишився у силі, заборонивши продаж та виробництво фуа-гра.
Місто Сан-Дієго: 8 січня 2008 року міська рада Сан-Дієго одноголосно ухвалила резолюцію, що «висловлює вдячність „Лізі захисту та порятунку тварин“ (APRL) за підвищення обізнаності про жорстоку практику насильницького годування качок та гусей для виробництва фуа-гра, дає високу оцінку багатьом ресторанам Сан-Дієго, які припинили продаж фуа-гра до вступу в дію заборони у всьому штаті Каліфорнія, і закликає жителів Сан-Дієго уникати підтримки цієї крайньої форми жорстокості до тварин». У резолюції також наводиться незалежне опитування Джона Зогбі, яке стверджує, що 85% жителів Сан-Дієго підтримують негайну заборону фуа-гра.

#### Нью-Йорк
30 жовтня 2019 року міська рада міста Нью-Йорка проголосувала за заборону продажу фуа-гра до 2022 року.

### Азія
У липні 2014 року Індія заборонила імпорт фуа-гра.
Відмови серед торгівельних мереж
Ряд роздрібних торгівельних мереж припинили продаж фуа-гра після кампаній та протестів проти методів її виробництва. До них належать Amazon UK, Waitrose, Sainsbury's, Lidl, House of Fraser та Harvey Nichols.

## Дивись також
- Добробут тварин
- Закон про фуа-гра в Каліфорнії
- Едуардо Соуза, виробник фуа-гра без насильницького вигодовування на невеликій фермі в Естремадурі, Іспанія[75][76][77][78][79]
- Інтенсивне тваринництво
- Заборони на їжу та напої